# Styriarte
Styriarte (anche scritto styriarte) è un festival estivo annuale di musica classica a Graz e in altri luoghi della Stiria, Austria, fondato nel 1985. È focalizzato sulla musica antica, la musica barocca e la musica del periodo classico. Destinato a mostrare il lavoro di Nikolaus Harnoncourt nella sua città natale, è cresciuto nei luoghi della regione ed è sopravvissuto alla sua morte.

## Storia
Kurt Jungwirth, come Kulturlandesrat (assessore alla cultura) responsabile per la politica culturale nello stato della Stiria, voleva collegare il direttore d'orchestra Nikolaus Harnoncourt più strettamente alla sua città natale, Graz. Il fulcro del primo Styriarte fu Johann Sebastian Bach, con il Concentus Musicus Wien di Harnoncourt che recitò un ruolo da protagonista. Il festival fu diretto da Andrea Herberstein e Wolfgang Schuster, membro della Wiener Philharmoniker. Il primo festival fu messo in scena nell'estate del 1985.

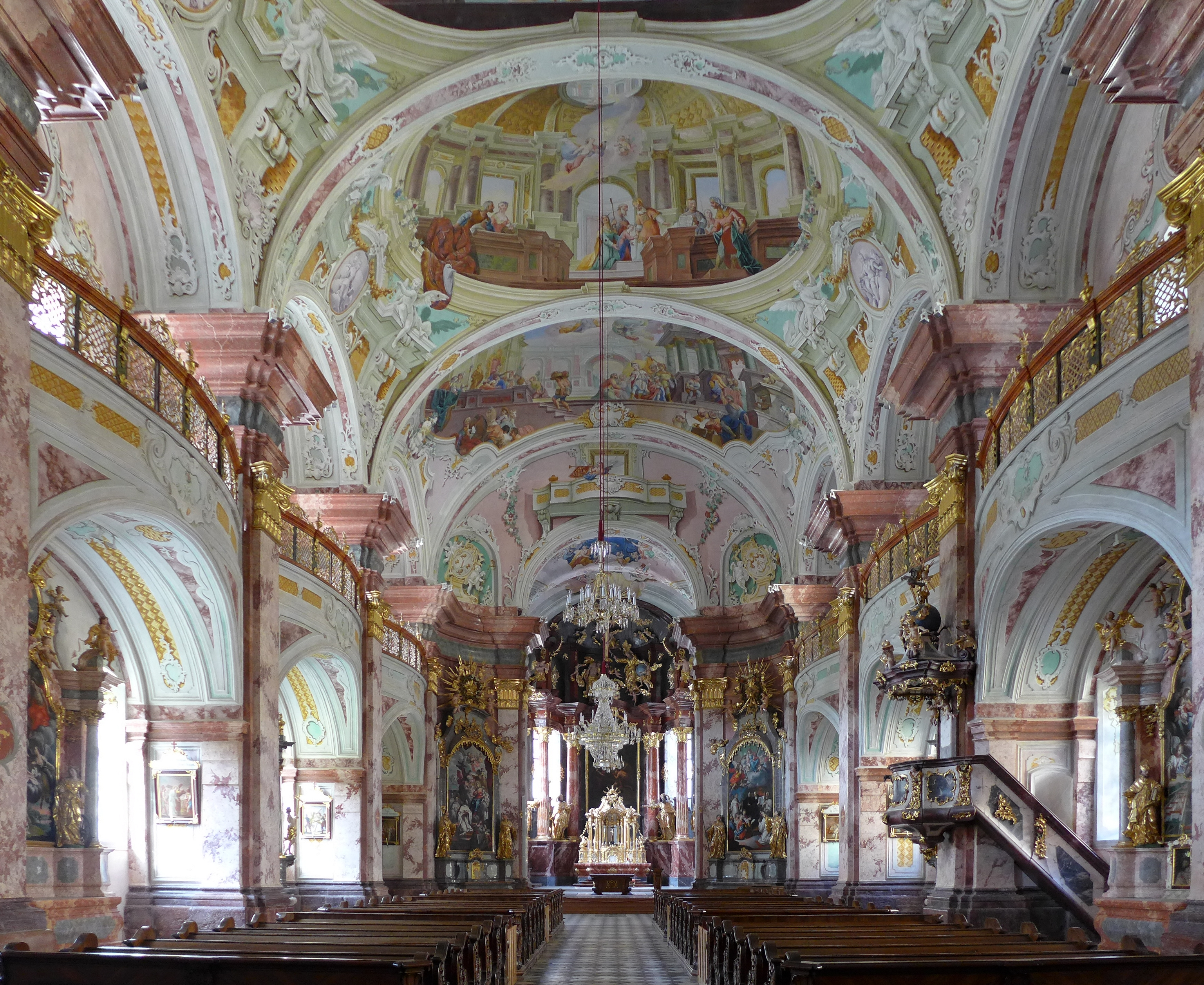
Interno della chiesa di Rein Abbey, Austria

Nel 1987 Harnoncourt diresse anche la Chamber Orchestra of Europe. L'evento Ein Fest für Haydn (Una festa per Haydn) a Schloß Eggenberg diventò un successo con il pubblico. Nel 1988 Christopher Widauer succedette ad Herberstein. Un anno dopo la chiesa barocca di Stainz fu la prima sede del festival fuori Graz e qui Harnoncourt diresse concerti con il Concentus Musicus e l'Arnold Schoenberg Chor. Nel 1991 Mathis Huber succedette a Widauer. Un'altra innovazione seguì nel 1992: da quell'anno, anziché dedicare il festival a un famoso compositore, una massima diventò il centro di ogni manifestazione. Jordi Savall diventò un altro direttore di fama internazionale esibendosi nel festival.
I luoghi del festival furono in seguito anche il Römersteinbruch (cava romana) a Wagna, a Stift St. Lambrecht, a Stift Rein e in altre località della Stiria, tra cui la Helmut List Halle appena inaugurata dal 2003 e l'Österreichisches Freilichtmuseum Stübing del 2007. Nel 2005 una messa in scena della Carmen di Bizet con Harnoncourt ricevette attenzione internazionale. Dal 2007, quando la massima era Wanted: Europa, l'emittente ORF trasmise concerti dal vivo. Dal 2008 il festival ha seguito il modello del Festival di Bayreuth e del Metropolitan Opera di New York, offrendo una "visione pubblica"; la prima opera presentata fu la Messa dell'incoronazione di Mozart con Harnoncourt nella chiesa parrocchiale di Stainz.

## Esecutori
Tra i principali artisti del festival figurano, oltre ad Harnoncourt e Jordi Savall, i Quatuor Mosaiques, Armonico Tributo Austria e Il Giardino Armonico.
Dopo la morte di Harnoncourt nel 2016 i direttori Karina Canellakis, Andrés Orozco-Estrada e Jeremie Rhorer sono apparsi nel 2016, condividendo il progetto previsto di presentare tutte le sinfonie di Beethoven. Il numero di concerti sinfonici è stato ridotto da 11 a 7, mentre i biglietti venduti sono rimasti pressoché invariati, a 33.000 per 64 eventi, oltre il 90% dei posti disponibili.